# Azulejo
Azulejo (portugalsko: [ɐzuleʒu], špansko: [aθulexo], iz arabščine az - zulaiŷ الزل ali zellige زليج) je oblika portugalske ali španske poslikane, s kositrno glazuro obdelane keramike. Je tipičen element portugalske kulture, ki se je uporabljala brez prekinitev kar pet stoletij. Njihova proizvodnja je tradicionalna tudi v nekdanjih portugalskih in španskih kolonijah v Latinski Ameriki in na Filipinih. 
Na Portugalskem ploščice azulejo najdemo v notranjosti in zunanjosti cerkva, palač, navadnih hiš in celo na železniških postajah ali postajah podzemne železnice. Predstavljajo pomemben element portugalske arhitekture, in se uporabljajo za stene, tla in celo strope. Niso bile uporabljene le kot okras v umetnosti, ampak so imele tudi posebno sposobnost, kot je nadzor temperature v domovih. Veliko azulejos kaže kroniko zgodovinskih in kulturnih dogodkov portugalske zgodovine.

## Zgodovina
Od nekdaj so v Orientalskem svetu urejali notranjost svojih hiš s terakoto, pobarvano na zunanji strani in nato lakirano. Odkritja v Ninivah in Perzepolisu kažejo, da so jih že uporabljali starodavni Asirci. Nato so se razširile pri arabskih in drugih vzhodnih narodih.
Vzhodnjaki ob vstopu v hišo sezujejo čevlje, ki jih nosijo in gredo bosi v hišo, kar je še vedno vidno kot prostor za obutev na vhodu v dvoranah Alhambre.
Ta vrsta okraševanje je prišla v Evropo, natančneje v Španijo, kjer so jo Mavri množično uporabljali za okrasitev tako dvorišč kot mošej, kraljevske palače v Kordovi in Granadi. S čudovito in svetlo sofeysafo so kordovski kalifi krasili stene mihraba, za tlakovanje se uporabljajo še danes v Andaluziji, izdelane iz barvnih ploščic grobe risbe kažejo arabsko poreklo. Odnosi med Francijo in Španijo v srednjem veku so to umetnost širili po Evropi. V trinajstem stoletju, v času križarskih vojn ali kmalu po tem, so jo umetniki z vzhoda prenesli v Evropo, kar dokazujejo fragmenti, ki so se ohranili izpred leta 1400. Velja tudi prepričanje, da je tlakovanje nadomestilo mozaične pločnike, ki so jih uporabljali Rimljani.

### 15. stoletje
Umetnost okraševanja in izdelave je prišla na Portugalsko z Mavri. Ta obrt je še vedno v uporabi v arabskem svetu v dveh glavnih okoljih imenovanih "egiptovski Zalij" in "maroški Zalij" (slednja je najbolj znana). Beseda azulejo izhaja iz arabske besede الزليج (az-zulayj): zellige pomeni "poliran kamen". Ta izvor pojasnjuje arabske vplive na mnogih ploščicah: prepletene krivulje, geometrijski ali cvetlični motivi. Špansko mesto Sevilla je postalo glavno središče za industrijo Hispano-Moresque ploščic, ki uporablja stare tehnike cuerda seca  in cuenca.
Najstarejše azulejos v 15. stoletju so bile ploščice cuerda seca in azulejos alicatados (ploščice za mozaik) v mavrski tradiciji, uvožene iz Seville, ki ga uvozil kralj Manuel I. po obisku tega mesta leta 1503. Bile so glazirane v eni barvi in okrašeni z geometrijskimi vzorci. Uporabljali so jih na stenah in za tlakovanje tal, kot je razvidno iz več prostorov, še posebej v arabski sobi v palači v Sintri (tudi znamenite cuenca ploščice z armilarno sfero, simbolom kralj Manuel I.). Portugalci so sprejeli mavrski tradicijo horror vacui (strah pred praznim prostorom) in v celoti prekrili stene z azulejos.

### 16. stoletje
Azulejos so bile uporabljene v velikih količinah za pokrivanje sten do zgodnjega 16. stoletja. Lepo zbirko špansko-mavrskih ploščic (azulejos Hispano-mouriscos) ima Museu da Rainha D. Leonor v Beja, Portugalska (nekdanji Convento da Conceição).
Potem ko so Portugalci zasedli Ceuto (Severna Afrika) leta 1415, so se seznanili s samo tehniko izdelave azulejo ploščic. Kljub temu so bili vse do sredine 16. stoletja Portugalci še naprej odvisni od uvoza, večinoma iz Španije, v manjšem obsegu iz Antwerpna (na primer dva panela Jana Bogaertsa v Paço Ducal, Vila Viçosa, Alentejo) in Italije (Oznanjenje Francisca Niculosa v  Évori in Orazio Fontana).
Ko so v začetku 16. stoletja lončarji iz Španije, Flandrije in Italije prišli na Portugalsko, so v tamkajšnje delavnice prinesli tehniko majolika. Ta tehnika je omogočala umetnikom v njihovih delih predstavljati veliko večje število figurativnih tem.
Eden prvih lokalnih mojstrov 16. stoletja je bil Marçal de Matos, ki ji izdelal Susana in starešine ( 1565 ) v Quinta Da Bacalhoa, Azeitão, pripisujejo mu tudi Čaščenje pastirjev (v Narodnem muzeju Azulejos v Lizboni). Čudež sv. Roka (v cerkvi São Roque, Lizbona) je prvi datiran portugalski izdelek z azulejo ploščicami (1584). To je delo Francisca de Matosa, verjetno nečaka in učenca Marçal de Matos. Oba sta našla navdih v renesančnih in manierističnih slikah in grafikah iz Italije in Flandrije.
To je imelo pomemben vpliv na keramično industrijo, ki začela z izdelavo večbarvnih ploščic s kositrnio glazuro v renesančnem slogu (azulejo renascentista), kot v cerkvi São Roque v Lizboni in kasneje špansko-flamski manieristični slog (azulejo maneirista) kot v Capela de Sto. Amaro v Lizboni. Večina azulejo ploščic prikazuje alegorične ali mitološke prizore, svetopisemske prizore, prizore iz življenja svetnikov ali lovske prizore. V cerkvi São Roque, najdemo tudi diamantno azulejos (Ponta de Diamante) ploščico z diamanti, ki kaže učinek trompe l'oeil in grotesko, v stilu delavnice Sevilli. Te groteske s svojimi bizarnimi predstavami so pogosteje uporabljali do konca 18. stoletja. 
V poznem 16. stoletju so se karirasti azulejos (azulejos enxaquetado) uporabljali kot okras za velike površine, kot so cerkve in samostani. Diagonalno položene navadne bele ploščice so obkrožena z modrimi kvadrati  in ozkimi robnimi ploščicami.

### 17. stoletje
Kmalu zatem so te navadne bele ploščice nadomestili z večbarvnimi ploščicami (enxaquetado rico), ki dajejo kompleksen okvir kot v cerkvi Santa Maria de Marvila v Santarému z eno najbolj izstopajočih notranjih dekoracij na Portugalskem.
Ko so diagonalne ploščice nadomestili s ponavljajočim se vzorcem horizontalnih večbarvnih ploščic, so pridobili nov vzorec z različnimi motivi, prepletanje manieristične risbe vrtnicami in kamelijami (včasih vrtnice in girlande). Te kompozicije, azulejo de tapete kot so jih imenovali, so dovršeno oblikovane s frizi in obrobami, in so bile v velikem številu izdelane v 17. stoletju. Najboljši primeri so v cerkvah Igreja do Salvador v Evori, Igreja de S. Quintino, Obral de Monte Agraço, Igreja de S. Vicente v Cubi (Portugalska) in  univerzitetni kapeli v Coimbri.
Uporaba azulejo ploščic za dekoracijo oltarne mize namesto prta, je značilna za Portugalsko. Plošča je lahko v enem kosu ali sestavljena iz dveh ali treh delov. Uporabljali so jih v 16., 17. in 18. stoletju. Nekatere oltarne mize iz 17. stoletja posnemajo orientalske tkanine. Zlate resice oltarnega prta so posnemali rumeni motivi na pobarvanih robnih ploščicah. Odlične primere je mogoče najti v bolnišnici Sta. Marta v Lizboni ali v cerkvi Almoster ter samostanu Buçaco.
V istem obdobju je bil uveden še en motiv friza: cvetlična vaza, ki jo obdajajo ptice, delfini ali putti, tako imenovani albarradas. Verjetno so dobili navdih v flamskih slikah cvetličnih vaz, kakršne je slikal Jan Brueghel starejši. V 17. stoletju so bile še vedno samostoječe, vendar pa so se v 18. stoletju uporabljale v ponavljajočih motivih.
- Dekoracija v obliki tapete,Museu da Reinha D. Leonor, Beja
- Albarrada, cvetlična vaza, Valentim de Almeida (med 1729 in 1731), katedrala v Portu
- Oltarna miza dekorirana z azulejos, cerkev Nossa Senhora da Graça, Sagres
- Azulejos v Nazaréju
- Palača Aveiro

Druga vrsta azulejo kompozicij se imenuje aves e ramagens (ptice in vejice). V modo je prišla med letoma 1650 in 1680 pod vplivom tiskanih tekstilij, ki so bile uvožene iz Indije, s hindujskimi simboli rož, živali in ptic.
V drugi polovici 17. stoletja je španski umetnik Gabriel del Barco y Minusca prenesel na Portugalsko modro-bele ploščice iz Delfta na Nizozemskem. Delavnice Jan van Oortova in Willem van der Kloeta v Amsterdamu so za svoje bogate portugalske stranke ustvarile velike plošče z zgodovinskimi prizori, kot so v palači Marqueses da Fronteira v Benfici (Lizbona). Ko je med letoma 1687 in 1698 kralj Peter II. Portugalski ustavil uvoz vseh ploščic azulejo, je delavnica Gabriela del Barca prevzela proizvodnjo. Zadnja večja proizvodnja iz Nizozemske je bila pripeljana leta 1715. Kmalu je postala prevladujoča moda domačih modro-belih figurativnih ploščic, ki so jih izdelani akademsko usposobljeni portugalski umetniki, in so nadomestile nekdanji okus ponavljajočih se vzorcev in abstraktne dekoracije.

### 18. stoletje
Konec 17. in v začetku 18. stoletja je bila zlata doba azulejos", tako imenovani cikel Mojstri (Ciclo dos Mestres). Masovna proizvodnja se je začela ne samo zaradi večjega domačega povpraševanja, temveč tudi zaradi velikih naročil iz portugalske kolonije Brazilije. Velika naročila so nadomestili s cenejši uporabo ponavljajočih se vzorcev ploščic . Cerkve, samostane, palače in celo hiše so znotraj in zunaj oblagali s ploščicami azulejo, mnogi z bujno baročnimi elementi.
Najvidnejši mojstri oblikovalci v teh zgodnjih letih 18. stoletja so bili: António Pereira (umetnik), Manuel dos Santos, delavnica António de Oliveira Bernardesa in njegovega sina Policarpa de Oliveira Bernardes, Mojster PMP (znan le njegov monogram) in njegovi sodelavci Teotónio dos Santos in Valentim de Almeida, Bartolomeu Antunes in njegov učenec Nicolau de Freitas. Njihova proizvodnja je sovpadala z vladavino kralja João V. (Ivan V. Portugalski 1706-1750), zato se slog tega obdobja imenuje tudi slog Joanine.
V tem istem obdobju se pojavijo prve figura de convite, ki jih je izumil Master PMP in so jih izdelovali v 18. in 19. stoletju. To so izrezane plošče azulejo s figurami v naravni velikosti (pešcev, stražarjev s helebardami, plemiči ali elegantno oblečene dame), navadno nameščene v vhodih v palače (primer Palácio da Mitra), terasah in podestu stopnic. Njihov namen je bil izkazati dobrodošlico obiskovalcem. Te je mogoče najti le na Portugalskem.
V letu 1740 se je okus portugalske družbe spremenil iz monumentalnih pripovednih plošč v manjše in bolj nežne plošče v stilu rokokoja. Te plošče opisujejo galantne in pastoralne teme, kot se pojavljajo v delih francoskega slikarja Antoine Watteau. Fini primeri so fasada in vrtovi palače knezov de Mesquitela v Carnide (Lizbona) in Corredor das Mangas v nacionalni palači Queluz. Ploščice so bile serijsko izdelane z bolj stereotipnim oblikovanjem s prevladujočimi večbarvnih nepravilnimi motivi.
Obnova Lizbone po velikem potresu leta 1755 je bila povod za bolj utilitarno vlogo za dekoracijo s ploščicami azulejo. Ta gol in funkcionalen slog je postal znana kot stil Pombaline, ki nosi ime po markizu Pombalu, ki je bil zadolžen za obnovo države. Mala nabožne azulejo ploščice so se začele pojavljati na zgradbah kot zaščita pred nesrečo.
V Mehiki, velikem proizvajalcu Talavera - mehiške majolike, obstaja več primerov uporabe azulejo o stavbah in dvorcih. Dvorec Casa de los Azulejos v Ciudad de México, je bil zgrajen leta 1737 za grofa in grofico El Valle de Orizaba. Izdelava ploščic je bila uvožena v Mehiko v začetku 16. stoletja in izdelava je cvetela.
Pojavljati so se začeli preprostejši in bolj občutljivo neoklasični modeli z bolj umirjenimi barvami. Te teme so bile na Portugalskem uvedene z reliefi Roberta in James Adamsa. Real Fabrica de Louça do Rato, z mojstrom oblikovalcem Sebastião Inácio de Almeida in slikarjem Francisco de Paula e Oliveira, je postala v tem obdobju pomemben proizvajalec značilnih tako imenovanih Rato ploščic. Drug pomemben slikar v tem obdobju je bil Francisco Jorge da Costa.

### 19. stoletje
V prvi polovici 19. stoletja je bil zastoj v proizvodnji dekorativnih ploščic zaradi vdora Napoleonove vojske in kasneje zaradi socialnih in ekonomskih sprememb. Ko so okoli leta 1840 brazilski priseljenci začeli industrializirano proizvodnjo v Portu, so Portugalci prevzeli brazilsko modo dekoracije fasad svojih hiš s ploščicami azulejo. Medtem ko so te tovarne proizvajale visoko reliefne ploščice v eni ali dveh barvah, so lizbonske tovarne začeli uporabljati novo metodo, način tiskanja na modro-bele ali večbarvne ploščice. V zadnjih desetletjih 19. stoletja so lizbonske tovarne začele uporabljati še drugo vrsto tiskanja, uporabo kremne bele.
Medtem ko so te metode za industrijsko proizvodnjo preproste, je za stilizirane motive potrebna umetnost ročnega slikanja ploščic. Take ploščice sta izdelovala Manuel Joaquim de Jesus in predvsem Luís Ferreira. Luis Ferreira je bil direktor lizbonske tovarne Viúva Lamego in je izdelal celotno pročelje te tovarne z alegoričnimi prizori. Plošče so bile znane kot Ferreira das Tabuletas, z vazami rož, drevesi in alegoričnimi figurami, in so uporabljali tehniko trompe-l'oeil. Te ročno poslikane ploščice so izvrstni primeri eklektične romantike, kulture poznega 19. stoletja.

### 20. stoletje
Na začetku 20. stoletja so se začele pojavljati Art Nouveau azulejo od umetnikov, kot so Rafael Bordalo Pinheiro, Julio César da Silva in José António Jorge Pinto. Leta 1885 je Rafael Bordalo Pinheiro ustanovil tovarno keramike v Caldas da Rainha, kjer je ustvaril številne lončarske modele, po katerih je to mesto znano. Tovarna ima muzej São Rafael posvečen njegovemu fantastično domiselnemu delu, še posebej okrasnim krožnikom in njegovim satiričnim figuram iz kamna, kot so Zé Povinho.
Okoli leta 1930 je na videz Art Deco - azulejo vplival umetnik António Costa. Monumentalno okrasje, ki je sestavljeno iz 20.000 azulejo plščic je v preddverju železniške postaje Sao Bento v Portu in ga je ustvaril Jorge Colaço. Prikazujejo zgodovinske teme v pripovednem slogu romantične "razglednice". To je ena izmed najbolj opaznih kreacij iz azulejo ploščic v 20. stoletju. Fasade cerkva Santo Ildefonso in Congregados prav tako potrjujejo umetniško mojstrstvo Jorgeja Colaça. Drugi umetniki iz tega obdobja so še Mário Branco in Silvestre Silvestri, ki je dekoriral leta 1912 bočno pročelje cerkve Carmo in Eduardo Leite s svojim delom na kapeli Almas (posnema slog 18. stoletja), oboje v Portu.
Umetniki 20. stoletja so še Jorge Barradas, Carlos Botelho, Jorge Martins, Sá Nogueira, Menez in Paula Rego. Maria Keil je oblikovala velike abstraktne plošče na prvih devetnajstih postajah lizbonske podzemske železnice med letoma 1957 in 1972. Prek teh del je postala gonilna sila pri oživljanju in posodabljanju umetnosti azulejo, ki je sicer začela zamirati. Njena dekoracija postaje Intendente velja za mojstrovino sodobne umetnosti. Leta 1988 sta sodobni umetniki okrasili še nekaj postaj: Júlio Pomar (postaja Alto dos Moinhos), Maria Helena Vieira Da Silva (postaja Cidade Universitaria), Sá Nogueira (postaja Laranjeiras) in Manuel Cargaleiro (postaja Colegio Militar).
Museu Nacional do Azulejo v Lizboni hrani najbogatejšo zbirko portugalskih ploščic na svetu.
- Cerkev Santa Maria v Covilhã, fasada je bila prekrita v 1940-tih
- Iglesia de San Juan Bautista de Chiva, Valencia
- Oznaka ulice, Segovia
- Reklamni pano, Santa Cruz de Tenerife

## Drugje
Na Filipinih, ki je nekdanja španska kolonija, se je tradicija ohranila kot dekorativne ploščice na stopniščih, kjer so ploščice položene na navpični strani in desno ob stopnicah. Bolj so prisotne aplikacije v votivnih diptihih, kjer je upodobljeno Srce Jezusovo in Brezmadežno Srce Marijino, kakor tudi druge verske teme. Te ploščice, ki so obarvane tudi rjavo ali so polikromatske poleg konvencionalno modre, so na steni ob vhodnih ali glavnih vratih hiše in so obdane s črnim kovinskim okvirom na katerem je križ.

## Tehnike izdelave
- Mavrske ploščice (Azulejo mudéjar) ali Hispano-mavrska tehnika. Tehnika, ki jo Mavri razvili na Iberskem polotoku in v Španiji je asimilacija okusa geometrijskih in rastlinskih motivov, kar je znano kot horror vacuiodporne na vakuum. Ta tehnika zahteva homogeno in stabilno glino, ki jo po prvem žganju glazirajo. Različni odtenki so posledica kovinskih oksidov: kobalt (modra), baker (zelena), mangan (rjava, črna), železo (rumena), kositer (bela). Sprva ploščice niso bile standardnih velikosti. Na Portugalskem so bile, od šestnajstega do devetnajstega stoletja kot posledica povečane proizvodnje zaradi več naročil, kvadratne ploščice spremenljive velikosti med 13,5 in 14,5 cm.

- Alicatado: tehnika oblog, s katero so narezane kose glazirane keramike različnih velikosti in oblik, s pomočjo klešč združevali. Vsak monokromatični košček je bil del sklopa različnih barv, ki so bile lahko bolj ali manj kompleksne, podobno delu z mozaiki. Ta tehnika je bila popularna v šestnajstem in sedemnajstem stoletju, kasneje pa so jo nadomestile druge tehnike.

- Cuerda seca: tehnika, ki se je rodil v Al-Andalus v poznem desetem stoletju, ob konca obdobja kalifata. Pri tej tehniki je ločevanje barv (motivov) izvedeno z odpiranjem utorov v delu, ki je napolnjen z mešanico lanenega olja ali maščobe mangana, da preprečuje barvno mešanje (vodotopni) med različnimi predeli med izvajanjem del. Nato so jih izpolnili s privzetimi barvami prostorov med línijami.

- Arista (o Cuenca): tehnika obdobja cuerda-seca  ko so ločevanje barv opravili z dviganjem robov, ki nastanejo ob negativnem pritisku (lesa ali kovinskega elementa) v še mehko glino. Ta poenostavljen postopek zniža ceno končnega izdelka in omogoča več različnih figur, vendar pa zaščita ni vedno popolna. Poleg največjih proizvodnih centrov v Sevilli in Toledu, se je ta tehnika uporabljala tudi na Portugalskem, kjer so v visoki relief vriskali figure trte. Obstajajo tudi redki primeri glaziranja v kovinsko srebrni in bronasti glazuri, ki se nato žge še tretjič pri nizki temperaturi.

- Majolika: tehnika izvira iz Italije in je prišla na Iberski polotok sredi šestnajstega stoletja. Izraz fajansa, se je uporabljal v sedemnajstem stoletju in je nastal v italijanskem centru Faenza, kjer je bila ta lončenina proizvedena.

Majolika je bila novost pri proizvodnji ploščic, saj je omogočala neposredno slikanje na izdelek in glaziranje. Po prvem žganju se na izdelek nanese gosto tekočo (neprozorna bela) kositrno glazuro, da se po drugem žganju dobi keramičen lesk. Za barvanje so uporabljali kobaltno modro, bakreno zeleno, manganovo rjavo, antimon in rdeče železo. Pigmenti se takoj absorbirajo, odpravljanje slikarskih napak ni možno. Ploščice se nato žge pri temperaturi 850 °C in šele po žganju se pokažejo barve.
- Pol- industrijske ploščice: tehnika se uporablja od devetnajstega stoletja kot tehnika okraševanja v obliki potiskane znamke.